# Mein Gott, wie lang, ach lange?, BWV 155

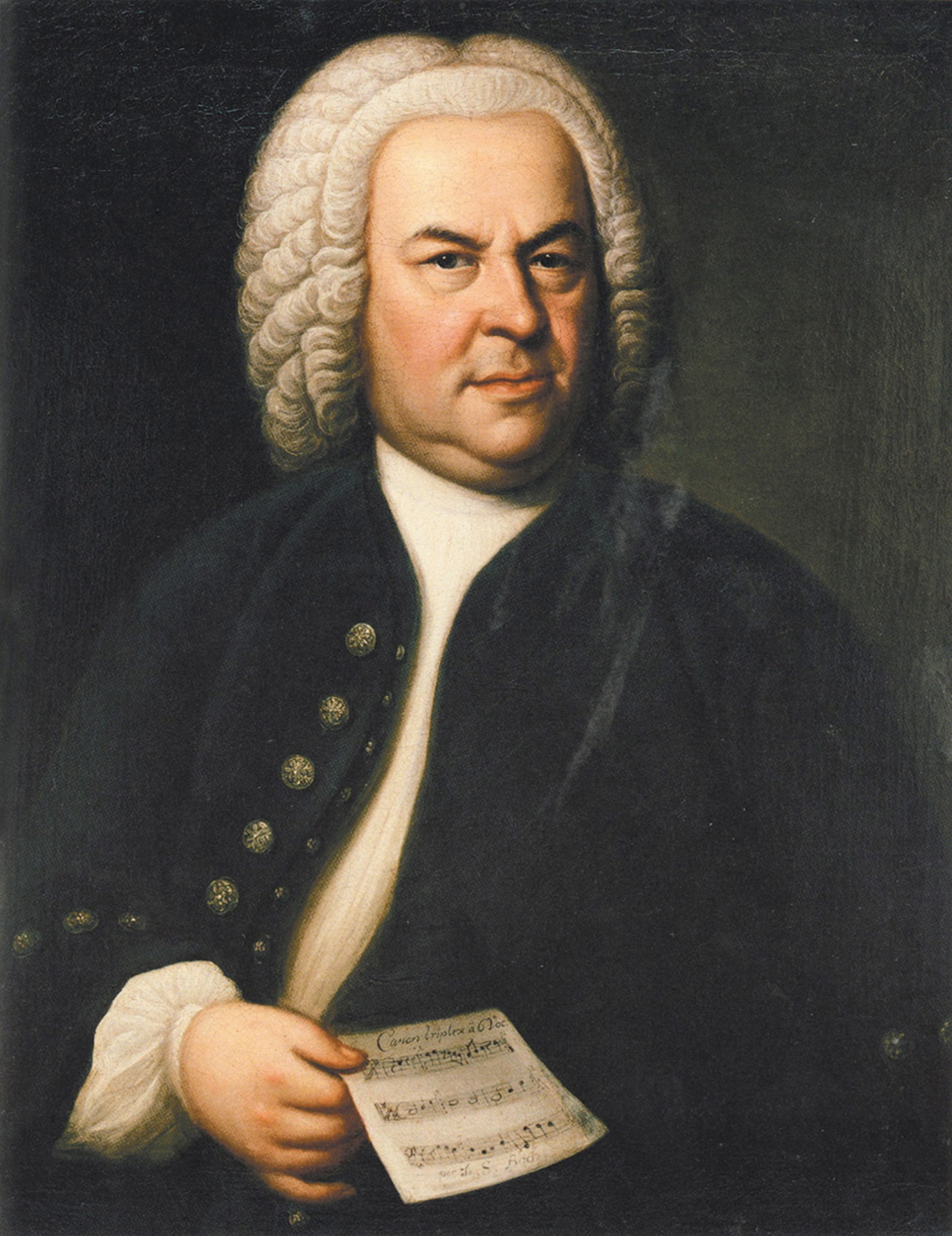
Johann Sebastian Bach, compositor de la cantata.

Mein Gott, wie lang, ach lange?, BWV 155 (en español, Dios mío, cuánto tiempo, ah, cuánto tiempo) es una cantata de iglesia compuesta por Johann Sebastian Bach. La realizó por primera vez en Weimar el segundo domingo después de la Epifanía, el 19 de enero de 1716.

## Historia y texto
El 2 de marzo de 1714, nombraron a Bach concertino de la capilla de la corte de Weimar de los duques correinantes Guillermo Ernesto y Ernesto Augusto I de Sajonia-Weimar-Eisenach. Como concertino, asumió la responsabilidad principal de componer nuevas obras, en concreto cantatas para la Schlosskirche (iglesia palaciega o capilla ducal), mensualmente. Escribió esta cantata para el segundo domingo después de la Epifanía.
Las lecturas prescritas para el domingo se tomaron de la Epístola a los romanos , «Tenemos varios dones» (Romanos 12:6-16), y del Evangelio de Juan, las Bodas de Caná (Juan 2:1-11). El texto de la cantata lo escribió el poeta de la corte Salomo Franck y fue publicado en 1715 en Evangelisches Andachts-Opffer. Amplió un pensamiento del evangelio: Jesús todavía está escondido, pero el «alma» puede confiar en que aparecerá en el momento adecuado. El poeta utiliza imágenes de vino para aludir al milagro de la boda, como «Der Tränen Maß wird stets voll eingeschenket, der Freuden Wein gebricht» (que la medida de las lágrimas siempre se concede por completo, falta el vino de la alegría). La coral final es la estancia duodécima «Es ist das Heil uns kommen her» de Pablo Speratus.
Bach interpretó por primera vez la cantata el 19 de enero de 1716 en la capilla ducal. La realizó de nuevo en una versión revisada en su primer año en Leipzig el 16 de enero de 1724.

## Partitura y estructura
Al igual que otras cantatas de Weimar, la obra está compuesta para soprano, alto, tenor y bajo solistas, un coro de cuatro partes para la coral como mucho, un fagot obbligato, dos violines, viola y bajo continuo. Está estructurada en cinco movimientos.
1. Recitativo (soprano): Mein Gott, wie lang, ach lange?
2. Aria (alto, tenor): Du mußt glauben, du mußt hoffen
3. Recitativo (bajo): So sei, o Seele, sei zufrieden
4. Aria (soprano): Wirf, mein Herze, wirf dich noch
5. Coral: Ob sich's anließ, als wollt er nicht

## Música
El recitativo de apertura, que habla de anhelo y espera, se expande expresivamente en un punto de pedal palpitante de once compases, moviéndose solo en las palabras «der Freuden Wein gebricht» mencionando «alegría» (aunque la falta de alegría), solo para hundirse por el final «Mir sinkt fast alle Zuversicht» (casi toda mi confianza se ha desvanecido). En el siguiente dúo, un fagot obbligato inusual toca figuraciones virtuosas en una amplia gama de dos octavas y media (incluido un sol-1 verdaderamente notable), mientras que las voces cantan juntas, la mayor parte del tiempo en homofonía. El tercer movimiento dice palabras de consuelo. Bach eligió el bajo como vox Christi (voz de Cristo) para pronunciarlos, casi como un arioso en las palabras «Damit sein Gnadenlicht dir desto lieblicher erscheine» (para que la luz de su gracia brille sobre ti con mayor intensidad). En el aria final, animados ritmos punteados en las cuerdas y más tarde en la voz ilustran «Wirf, mein Herze, wirf dich noch in des Höchsten Liebesarme» (Tírate, corazón mío, solo tírate a los amorosos brazos del Altísimo), los ritmos incluso aparecen varias veces en el bajo continuo, mientras que las cuerdas descansan sobre acordes largos. La melodía de una coral pascual del siglo XV cierra la cantata en un escenario a cuatro voces.

## Grabaciones
- Die Bach Kantate Vol. 22, Helmuth Rilling, Gächinger Kantorei, Bach-Collegium Stuttgart, Ingeborg Reichelt, Norma Lerer, Friedrich Melzer, Hanns-Friedrich Kunz, Hänssler 1971
- J. S. Bach: Das Kantatenwerk – Sacred Cantatas Vol. 8, Nikolaus Harnoncourt, Tölzer Knabenchor, Concentus Musicus Wien, soprano solista del Tölzer Knabenchor, Paul Esswood, Kurt Equiluz, Thomas Hampson, Teldec 1985
- J. S. Bach: Complete Cantatas Vol. 3, Ton Koopman, Amsterdam Baroque Orchestra & Choir, Caroline Stam, Elisabeth von Magnus, Paul Agnew, Klaus Mertens, Antoine Marchand 1995
- J. S. Bach: Cantatas Vol. 5, Masaaki Suzuki, Bach Collegium Japan, Midori Suzuki, Yoshikazu Mera, Makoto Sakurada, Peter Kooy, BIS 1997
- Bach Cantatas Vol. 19: New York, John Eliot Gardiner, Monteverdi Choir, English Baroque Soloists, Joanne Lunn, Richard Wyn Roberts, Julian Podger, Gerald Finley, Soli Deo Gloria 2000